# Pavone Canavese
Pavone Canavese es una localidad y comune italiana de la provincia de Turín, región de Piamonte, con 3.781 habitantes.

## Evolución demográfica
| Gráfica de evolución demográfica de Pavone Canavese entre 1861 y 2001 |
|                                                                       |
| Fuente ISTAT - elaboración gráfica de Wikipedia                       |

## Patrimonio
- Castillo de Pavone Canavese